# Tel Ma'on
Tel Ma'on (hebrejsky: תל מעון) je vrch o nadmořské výšce 250 metrů v severním Izraeli, v Dolní Galileji.
Leží na západním okraji města Tiberias. Má podobu pahorku, který vystupuje nad výraznou terénní hranu, jež sleduje západní břehy Galilejského jezera. Vrcholová partie je z větší části zastavěna čtvrtí Tverja Ilit (Horní Tiberias). Na východní straně terén prudce spadá směrem ke Galilejskému jezeru, na severní straně je rovněž prudký svah do údolí Bik'at Arbel. Na jižní straně pozvolna pokračuje vyvýšená hrana, která pak přechází do hory Har Menor a výšiny Ramat Porija. Na západních svazích terén klesá do odlesněného a zemědělsky využívaného údolí Bik'at Javne'el. Tam také odtud směřují vádí Nachal Zor'im a Nachal Sirgona. Jediné místo, kde je modelace terénu mírnější, je úzký hřbet na severozápadní straně, po kterém vede dálnice číslo 77, jež zajišťuje spojení Tiberiasu se zbytkem Dolní Galileji.